# Slatina nad Bebravou
Pour les articles homonymes, voir Slatina.
Slatina nad Bebravou est un village de Slovaquie situé dans la région de Trenčín.

## Histoire
La première mention écrite du village date de 1481.

## Démographie

### Évolution de la population
| Année:               | 1994. | 2004.   | 2014.    | 2024.   |
| -------------------- | ----- | ------- | -------- | ------- |
| Nombre de personnes: | 526   | 505     | 435      | 456     |
| Différence:          |       | -3,99 % | -13,86 % | +4,82 % |

| Année:               | 2023. | 2024.   |
| -------------------- | ----- | ------- |
| Nombre de personnes: | 452   | 456     |
| Différence:          |       | +0,88 % |